# Rohit Saggi
Rohit Saggi (31 januari 1991) is een Noors voetbalscheidsrechter. Hij is in dienst van FIFA en UEFA sinds 2018.
Op 11 juli 2018 debuteerde Saggi in Europees verband tijdens een wedstrijd tussen Banants Jerevan en FK Sarajevo in de voorronde van de UEFA Europa League.
Zijn eerste interland floot hij op 21 maart 2018, toen Liechtenstein met 0–1 verloor van Andorra door een doelpunt van Marc Rebés.

## Interlands
| Datum         | Plaats                            | Wedstrijd               | Uitslag | Competitie        | Kreeg geel | Kreeg voor de tweede keer geel en dus rood | Weggestuurd |
| ------------- | --------------------------------- | ----------------------- | ------- | ----------------- | ---------- | ------------------------------------------ | ----------- |
| 21 maart 2018 | La Línea de la Concepción, Spanje | Liechtenstein – Andorra | 0 – 1   | Vriendschappelijk | 8          | 0                                          | 0           |